# 아미노메틸벤조산
아미노메틸벤조산(영어: aminomethylbenzoic acid)은 항섬유소용해제이다. 보다 정확하게는 4-아미노메틸벤조산(영어: 4-aminomethylbenzoic acid) 또는 p-아미노메틸벤조산(영어: p-aminomethylbenzoic acid, PAMBA)이라고 한다.

## 같이 보기
- 아미노벤조산
- 4-아미노벤조산